# Pałacyk Sanguszków w Warszawie

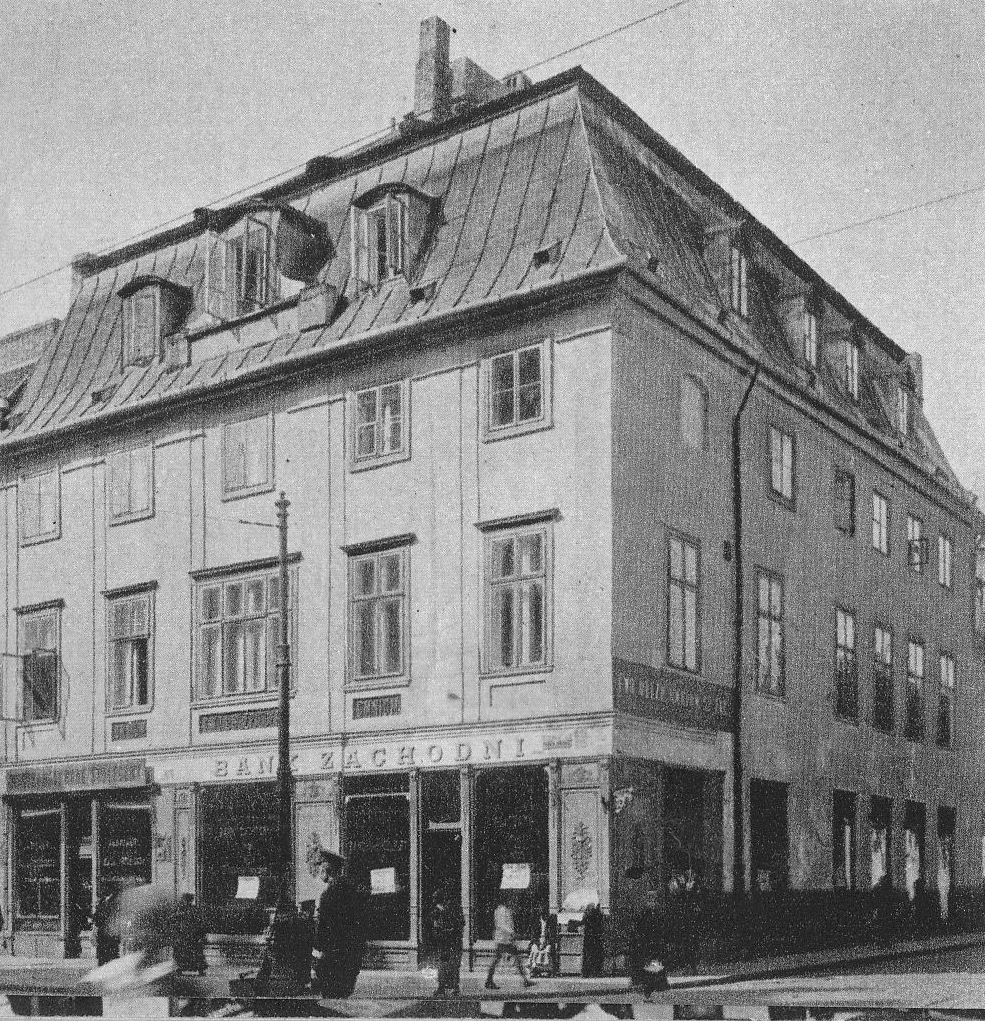
Pałacyk Sanguszków przed wojną

Pałacyk Sanguszków – pałacyk znajdujący się przy ul. Nowy Świat 51 w Warszawie.
Rodzina książąt Sanguszków była jego czwartymi z kolei właścicielami.

## Opis

### Pałacyk Teycha
Budowę pałacyku rozpoczęto około 1750. Nie znamy nazwiska architekta budynku, ale wiemy, że powstał dla zamożnego kupca warszawskiego Krystiana Teycha (ok. 1710 – przed 1770) na działce zakupionej od Bractwa św. Rocha, opodal szpitala św. Rocha. Powstał na południowym przedmieściu miasta, przy drodze do Mokotowa, górując początkowo nad podmiejskim wówczas, ogrodowym i parterowym otoczeniem. Był dwupiętrowy z mansardowym dachem, zbudowany w stylu rokokowym. Zachował się zapis, że „kupiec Krystyjan Teych” był jego właścicielem w 1754, wówczas przy „ulicy przed ś. Krzyżem” pod numerem 395. Odnotowano tam również, że zamieszkiwało w go wtedy jedynie dwoje gospodarzy, bez służby i dzieci.

### Pałacyk Ponińskiego
W 1765 był już własnością kuchmistrza koronnego, księcia Adama Ponińskiego (1732–1798), któremu w Dekrecie Komisji Porządkowej miasta z 7 stycznia 1766 nakazano zapłacić 100 florenów „składki koronacyjnej” z tytułu posiadania tego „pałacyku quondam (niegdyś) Teychowskiego na Nowym Świecie stojącego”. Książę Poniński był jego właścicielem jeszcze w 1770, a posesja oznaczona została wówczas numerem hipotecznym 1253.

### Pałacyk Tomatisa
W połowie lat 70. Adam Poniński, utracjusz i namiętny hazardzista, popadł jednak w ogromne kłopoty finansowe, a jego pałacyk za długi karciane przeszedł w ręce słynnego włoskiego gracza i spekulanta, byłego antreprenera królewskiego teatru publicznego, Carla Alessandra Tomatisa (1739–1797), tytułującego się hrabią de la Vallery et de la Loux i baronem de la Bridoire, oraz jego żony Cateriny Gattai Tomatis (1747–1792), jednej z metres króla Stanisława Augusta. Tomatisowie prowadzili dom otwarty, przyjmowali dostojnych gości i artystów, urządzali nawet koncerty. W 1781 odwiedził ich tam szambelan pruski Ernst von Lehndorff i tak wspominał tę wizytę: Popołudnie spędziłem u hrabiny Tomatis. Opowiedzenie jej historii trwałoby zbyt długo. W każdym razie oboje doszli do bogactwa i poważania; ona zaczęła karierę jako tancerka, on zaś jako karciarz; otrzymali tytuł hrabiowski i cieszą się szczególnym szacunkiem króla i wielkiego świata. Pani Tomatis jest miła, a jej mąż bardzo przyzwoity. (...) Prałat Ghigiotti wydaje na moją cześć śniadanie, a hrabia Tomatis i jego piękna żona najwytworniejsze kolacje. Odwiedziłem również Królikarnię, majątek hrabiego, który buduje tam wspaniałą rezydencję. We wrześniu tego samego roku w ich domu koncertował słynny włoski skrzypek i kompozytor Gaetano Pugnani oraz jego uczeń, także wirtuoz skrzypiec Giovanni Battista Viotti.

### Pałacyk Sanguszków
W 1778 hrabia Tomatis zakupił jednak teren wspomnianej już, dawnej Królikarni, gdzie zlecił i przez kilka lat prowadził prace nad urządzeniem parku oraz wzniesieniem bardziej okazałego pałacu jako rezydencji dla swojej rodziny. Finalizując tę inwestycję, około 1784 odsprzedał pałacyk przy Nowym Świecie ostatniemu wojewodzie wołyńskiemu, księciu Hieronimowi Januszowi Sanguszce (1743–1812), który traktował go jako swój dom na czas pobytów w Warszawie.

### Późniejsi właściciele
Po śmierci księcia Sanguszki budynek kilkakrotnie przechodził z rąk do rąk. W XIX wieku kolejnymi jego właścicielami byli:
- 1821: hrabianka Potocka Antoniowa[8] (1805–1830) herbu Pilawa Złota (Pelagia Potocka, córka Jana Alojzego Potockiego i Marii Antoniny z Czartoryskich, żona księcia Karola Jabłonowskiego)
- 1832: książę Maksymilian Piotr Kazimierz Jabłonowski (1785–1846) herbu Prus III, senator-wojewoda Królestwa Polskiego, członek Rady Stanu, wielki ochmistrz dworu cesarskiego; w sferach arystokratycznych Warszawy znany był salon, jaki prowadziła jego żona Teresa z Lubomirskich[9]
- 1854: książę Władysław Eustachy Jabłonowski (1818–1875) herbu Prus III, syn poprzedniego[10], kamerdyner dworu cesarskiego, właściciel po matce i w latach 1847–1875 opiekun Czarnolasu Jana Kochanowskiego[11]
- 1869: kupiec Stanisław Dziechciński (1824–1904) herbu Lubicz, właściciel magazynu ubiorów damskich[12]
- 1887: kupiec Feliks Szlager / Schlager (1846–?), rękawicznik[13].

### Pałacyk kamienicą
W połowie XIX wieku pałacyk stracił swój rezydencjonalny charakter i odtąd notowany był już jako zwykła kamienica. Książę Władysław Jabłonowski, wobec kłopotów finansowych, część budynku wynajmował lokatorom. W 1854, poza właścicielem i służbą, zamieszkiwało tam jeszcze kilka innych osób. W jakimś momencie przeprowadzono też renowację budynku, polegającą m.in. na wygładzeniu ścian elewacji, które – pozbawione ozdób rokokowych – bardzo zubożyły jego wygląd.
W 1902 otwarto tam elegancką cukiernię Semadeniego pod nazwą „Café Louvre”, urządzoną w stylu Ludwika XVI:  pełną luster i brązów, z elektrycznym oświetleniem dostarczanym przez własną elektrownię. Po jej bankructwie, w okresie międzywojennym mieścił się tu Bank Zachodni.
Podczas powstania warszawskiego pałacyk został całkowicie zniszczony. W 1950 odbudowano go od podstaw w stylu późnobarokowym pod kierunkiem architekta Zygmunta Stępińskiego.